# Gabela (Čapljina)
Pour les articles homonymes, voir Gabela.
Gabela (en cyrillique : Габела) est une localité de Bosnie-Herzégovine, autrefois appelée Drijeva puis Drijevo et Osobljane. Elle appartient à la municipalité de Čapljina,
Selon les premiers résultats du recensement bosnien de 2013, elle compte 2 562 habitants.

## Géographie

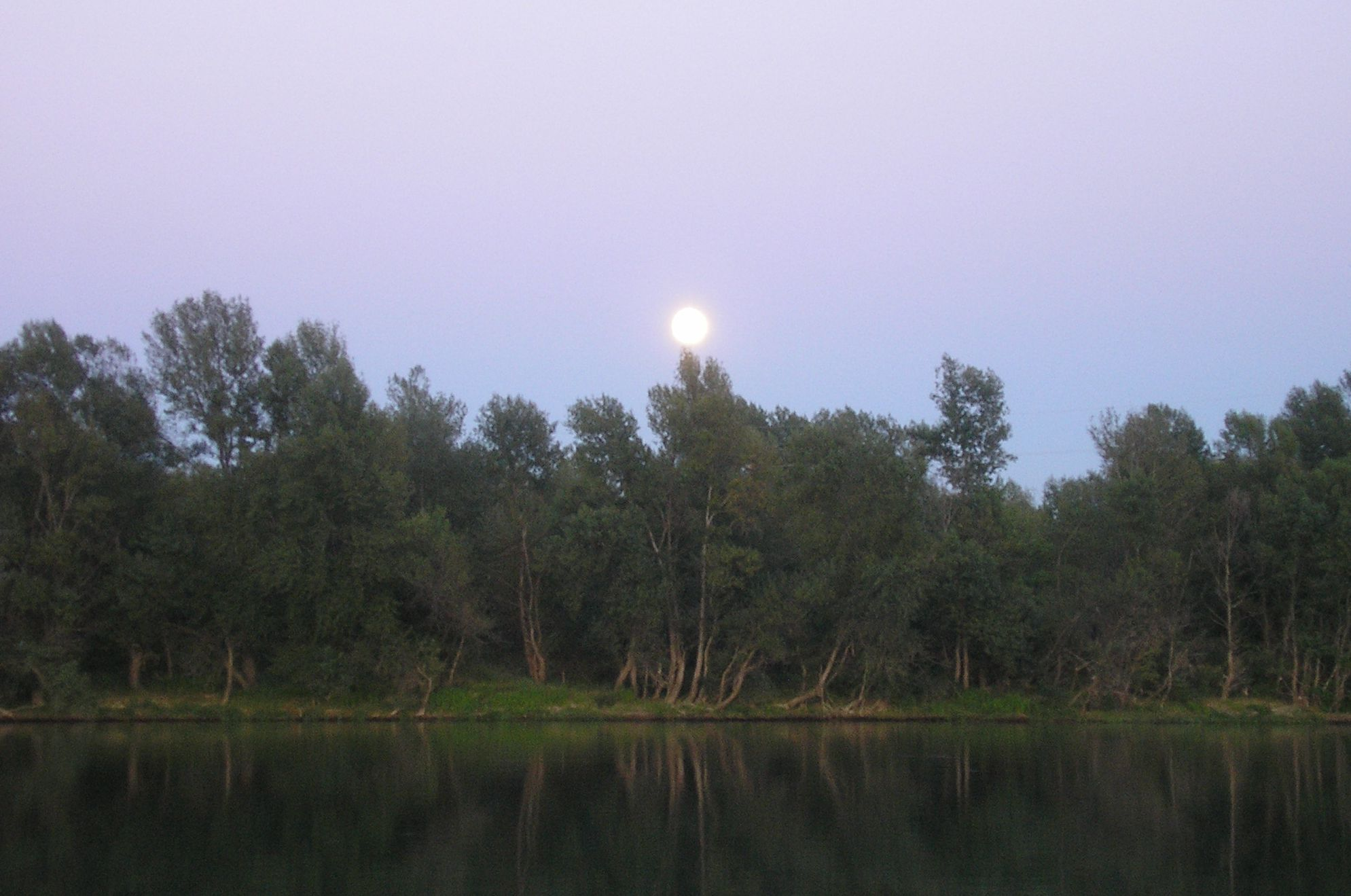
La Neretva près de Gabela

Gabela est située à la frontière entre la Bosnie-Herzégovine et la Croatie, sur les bords de la Neretva.
Gabela est une petite ville de la municipalité de Čapljina, dans le canton d'Herzégovine-Neretva et dans la fédération de Bosnie-et-Herzégovine.

## Histoire
Gabela est mentionnée pour la première fois sous le nom de Drijeva dans un accord entre le Grand Prince Nemanja et les autorités de la ville indépendante de Dubrovnik. « Drijeva » est un mot croate signifiant « navire » ou « ferry ».
Jusqu'à la fin du XIIe siècle, la localité s'appelle Drijevo et abrite une activité commerciale importante entre les villes de Dubrovnik et Venise d'où vient le sel, l'huile, le vin, le verre, les armes, les objets manufacturés, les produits de luxe et les royaumes bosniaques médiévaux qui fournissent du bois, de la laine ainsi que des denrées alimentaires (viande, blé, miel, fromage...).
Puis la localité devient une colonie de Dubrovnik sous le nom de Osobljane.
 (novembre 2015).
Le nom de Gabala vient de l'italien « gabella », lui-même issu de l'arabe « qabāla », signifiant « impôt » ; origine que l'on retrouve aussi dans le mot français « gabelle ».

## Patrimoine

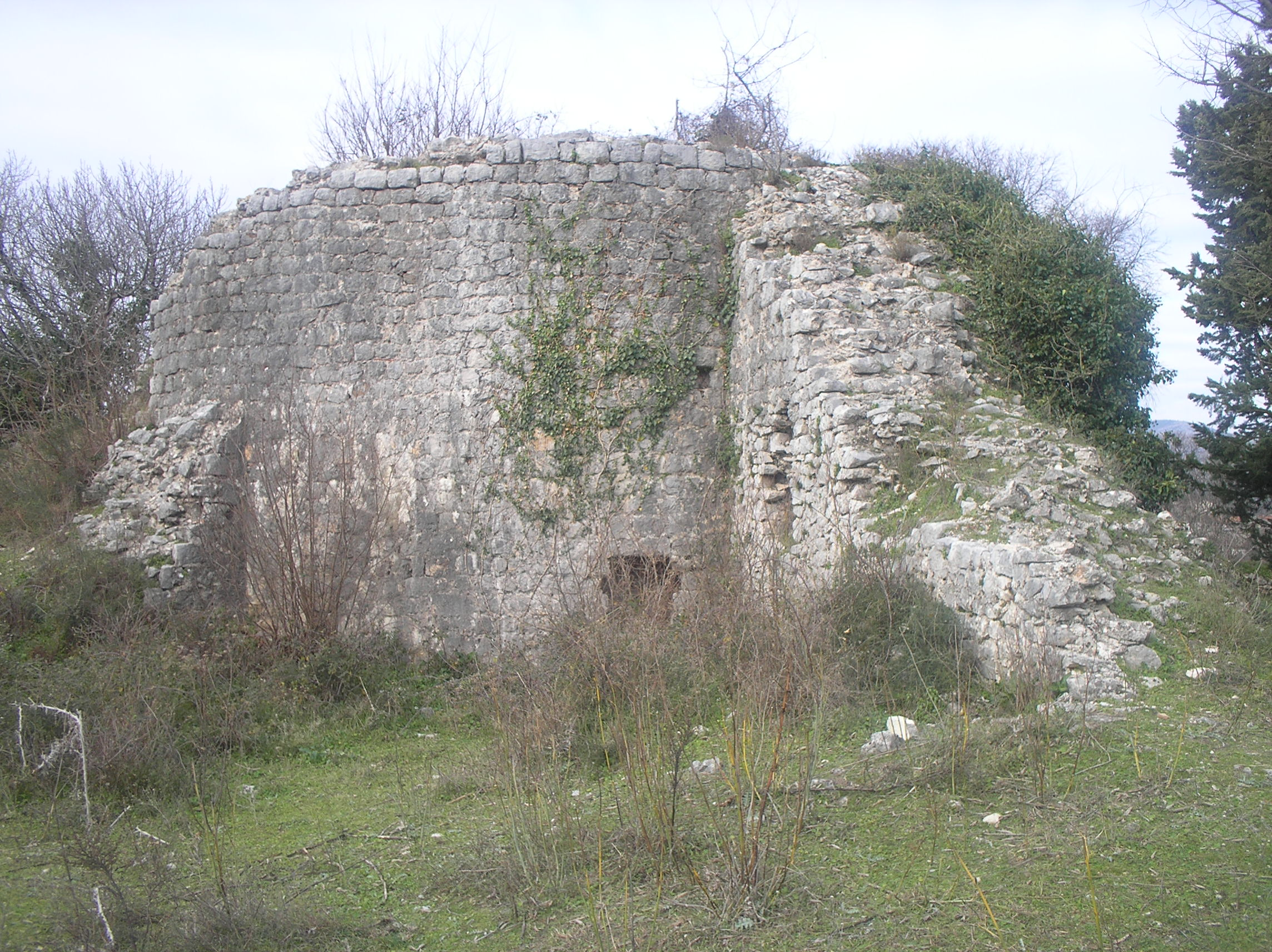
Une tour de la forteresse de Gabela

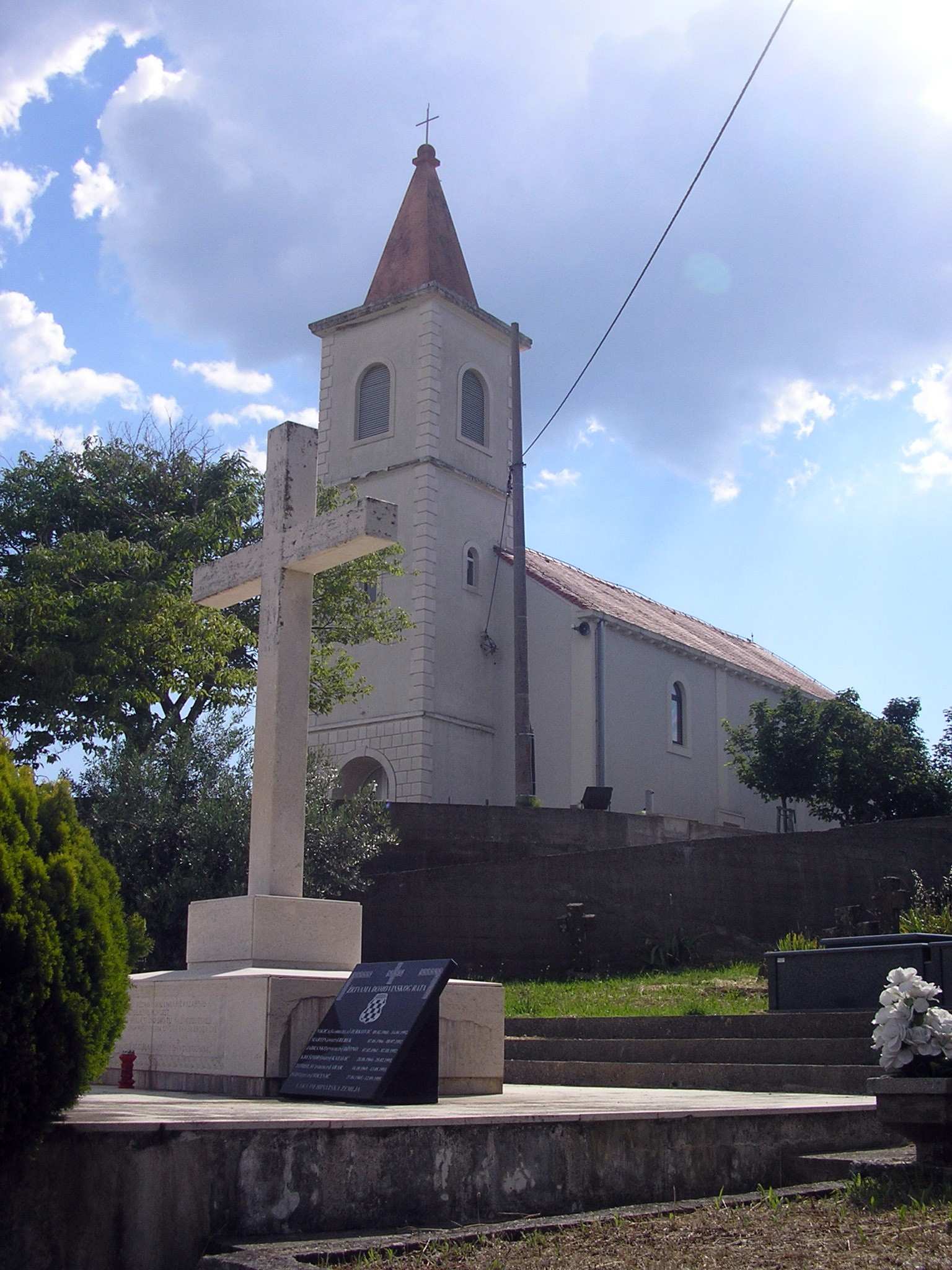
Église catholique Saint-Stephen

La forteresse de Gabela, qui remonte au Moyen Âge, est aujourd'hui un site archéologique inscrit sur la liste des monuments nationaux de Bosnie-Herzégovine.
La Dormition-de-la-Mère-de-Dieu, une église orthodoxe serbe, est également inscrite sur cette liste, en même temps que certains de ses biens mobiliers, ainsi que les pierres tombales de son cimetière.
Gabela dispose également d'une église catholique : l'église Saint-Stephen.

## Démographie

### Évolution historique de la population
| 1948 | 1953 | 1961  | 1971  | 1981  | 1991  | 2013  |
| ---- | ---- | ----- | ----- | ----- | ----- | ----- |
| -    | -    | 1 640 | 2 076 | 2 518 | 2 440 | 2 562 |

|  |

### Communauté locale
En 1991, Gabela était constituée de deux communautés locales, Gabela et Gabela Polje.

## Économie
Les habitants de la localité vivent essentiellement de l'agriculture (légumes, fruits, tabac et vignes).

## Sport

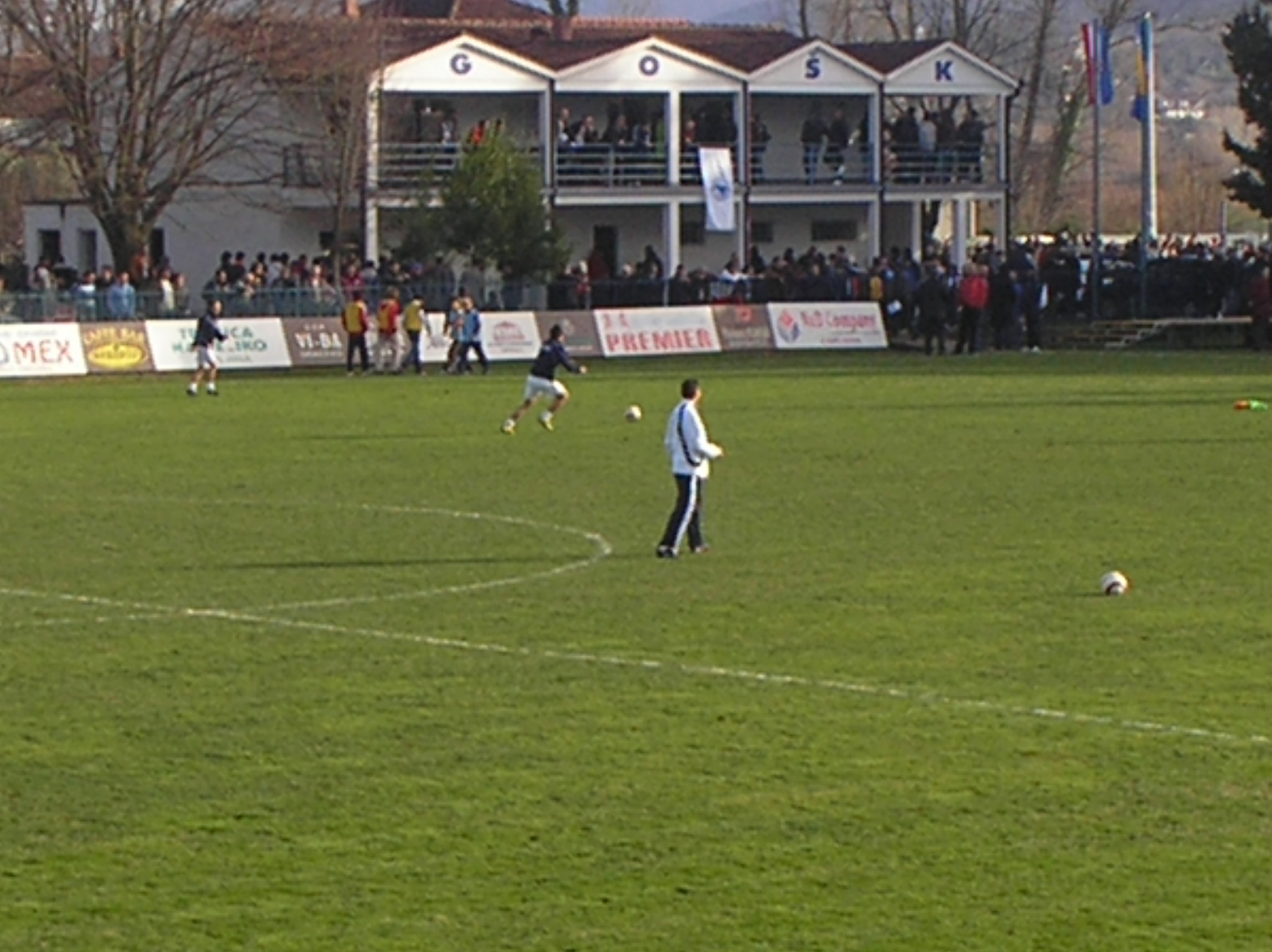
Le stade de Gabela (vue rapprochée)

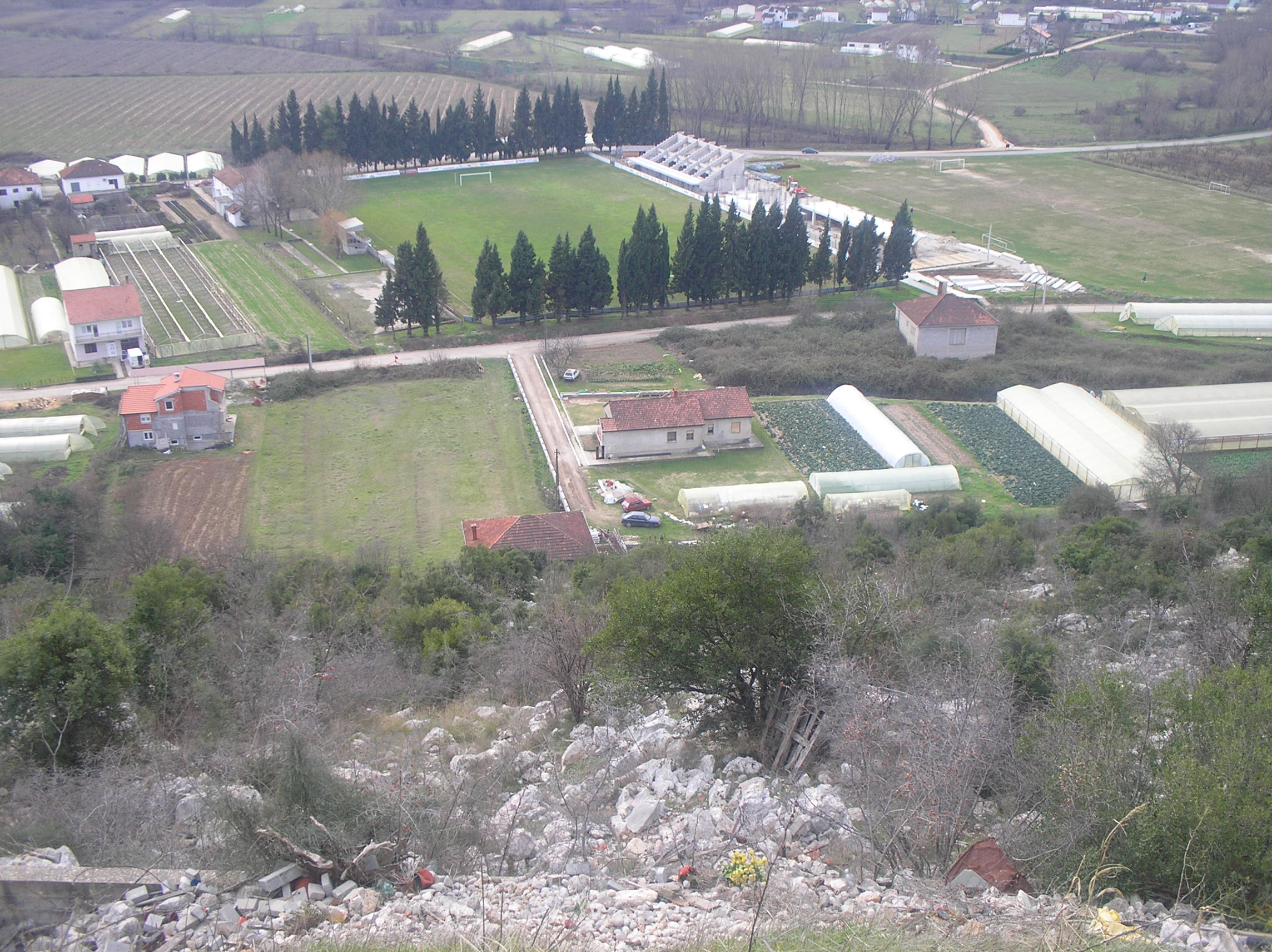
Le stade de Gabela (vue éloignée)

Gabela possède un club de football, le NK GOŠK Gabela, qui joue en première ligue de Bosnie-Herzégovine.